# 離れるな
「離れるな」（はなれるな）は1998年6月3日に発売されたTHE YELLOW MONKEY15枚目のシングル。発売元はファンハウス。

## 概要
7thアルバム『PUNCH DRUNKARD』からのシングルカット。初回盤にはステッカー封入。
前作『球根』がオリコン1位を取ったものの、セールス的には今までより伸び悩んだため、レコード会社からの要望などもありシングルカットされた。これはスタッフのプッシュや、有線、ライブでの人気などにより決まったものだが、メンバーは「離れるなは違う（シングル向きではない）んじゃないか」とあまり乗り気ではなかったという。
実際、セールスでは7作続いていたオリコン連続ベスト10入りの記録が途絶えた。吉井は「シングルカットは裏目に出ると思っていた」と語っており、「（この曲が選ばれたことにより）それだけロック・モードにしがみついてたのかもしれない」と述懐している。

## 収録曲
1. 離れるな
（作詞・作曲：吉井和哉 / 編曲：THE YELLOW MONKEY）
2. ゴージャス 
（作詞・作曲：吉井和哉 / 編曲：THE YELLOW MONKEY）
「離れるな」と並び、シングルカット候補であった[2]。
3. 離れるな (Instrumental)
（作曲：吉井和哉 / 編曲：THE YELLOW MONKEY）

## 収録作品
＃1. 離れるな
- 『PUNCH DRUNKARD』（1998年3月4日）
- 『GOLDEN YEARS Singles 1996-2001』（2001年6月13日）

＃2. ゴージャス 
- 『PUNCH DRUNKARD』（1998年3月4日）
- 『SO ALIVE』（1999年5月26日）※ライブテイク

## カバー
＃1. 離れるな
- 金子ノブアキ（2009年12月19日、『THIS IS FOR YOU〜THE YELLOW MONKEY TRIBUTE ALBUM』）

#2. ゴージャス
- 吉井和哉（2013年「TOUR 2013 GOOD BY YOSHII KAZUYA」）※セルフカバー